# Atarba (Atarba) fieldiana
Atarba (Atarba) fieldiana is een tweevleugelige uit de familie steltmuggen (Limoniidae). De soort komt voor in het Neotropisch gebied.